# Saison 2 de Drag Race Philippines
La deuxième saison de Drag Race Philippines est diffusée pour la première fois le 2 août 2023 sur HBO Go aux Philippines et sur WOW Presents Plus à l'international.
En octobre 2022, l'émission est renouvelée pour sa deuxième saison. Le jury est composé de Paolo Ballesteros, Jiggly Caliente, KaladKaren, Rajo Laurel, BJ Pascual et Jon Santos,. Le casting est composé de douze candidates et est annoncé le 11 juillet 2023 sur les réseaux sociaux.
La gagnante de la saison reçoit 1 000 000 pesos et un an d'approvisionnement de maquillage chez Anastasia Beverly Hills.
La gagnante de la saison est Captivating Katkat, avec Arizona Brandy comme seconde.

## Candidates
Les candidates de la deuxième saison de Drag Race Philippines sont :
(Les noms et âges donnés sont ceux annoncés au moment de la compétition.)
| Candidates            | Âge | Résidence                        | Classement          |
| --------------------- | --- | -------------------------------- | ------------------- |
| Captivating Katkat    | 38  | Santa Maria, Ilocos Sur          | Gagnante            |
| Arizona Brandy        | 25  | Makati, Grand Manille            | Seconde             |
| Bernie                | 35  | Mandaluyong, Grand Manille       | 3e place 4e place   |
| M1ss Jade So          | 23  | Marikina, Grand Manille          | 3e place 4e place   |
| Hana Beshie           | 24  | Cagayán de Oro, Misamis oriental | 5e place 6e place   |
| ØV Cünt               | 24  | Rosario, Cavite                  | 5e place 6e place   |
| DeeDee Marié Holliday | 39  | Tayabas, Quezon                  | 7e place            |
| Matilduh              | 24  | Vigan, Ilocos Sur                | 8e place            |
| Verushka Levels       | 36  | Hong Kong (Chine)                | 9e place            |
| Tiny DeLuxe           | 22  | Pasig, Grand Manille             | 10e place           |
| Astrid Mercury        | 29  | Mandaluyong, Grand Manille       | 11e place 12e place |
| Nicole Pardaux        | 37  | Cebu City, Cebu                  | 11e place 12e place |

## Progression des candidates
|            |                       | Épisode | Épisode | Épisode | Épisode | Épisode | Épisode | Épisode | Épisode | Épisode | Épisode        |
| 1          | 2                     | 3       | 4       | 5       | 6       | 7       | 8       | 9       | 10      |         |                |
| ---------- | --------------------- | ------- | ------- | ------- | ------- | ------- | ------- | ------- | ------- | ------- | -------------- |
| Candidates | Captivating Katkat    | HIGH    |         | LOW     | WIN     | HIGH    | WIN     | HIGH    | BTM2    | HIGH    | GAGNANTE       |
| Candidates | Arizona Brandy        | WIN     |         | BTM2    | HIGH    | SAFE    | LOW     | HIGH    | HIGH    | BTM3    | SECONDE        |
| Candidates | Bernie                |         | WIN     | SAFE    | SAFE    | HIGH    | HIGH    | WIN     | BTM2    | HIGH    | ÉLIMINÉE       |
| Candidates | M1ss Jade So          | HIGH    |         | HIGH    | SAFE    | BTM2    | BTM2    | HIGH    | LOW     | WIN     | ÉLIMINÉE       |
| Candidates | Hana Beshie           |         | BTM2    | HIGH    | SAFE    | SAFE    | HIGH    | HIGH    | HIGH    | ELIM    | MISS SYMPATHIE |
| Candidates | ØV Cünt               |         | HIGH    | SAFE    | HIGH    | HIGH    | SAFE    | TOP2    | WIN     | ELIM    | INVITÉE        |
| Candidates | DeeDee Marié Holliday |         | HIGH    | HIGH    | BTM3    | WIN     | ELIM    |         |         |         | INVITÉE        |
| Candidates | Matilduh              | LOW     |         | HIGH    | BTM3    | ELIM    |         |         |         |         | INVITÉE        |
| Candidates | Verushka Levels       |         | LOW     | WIN     | ELIM    |         |         |         |         |         | INVITÉE        |
| Candidates | Tiny DeLuxe           | BTM2    |         | ELIM    |         |         |         |         |         |         | INVITÉE        |
| Candidates | Astrid Mercury        |         | ELIM    |         |         |         |         |         |         |         | INVITÉE        |
| Candidates | Nicole Pardaux        | ELIM    |         |         |         |         |         |         |         |         | INVITÉE        |

 La candidate a gagné Drag Race Philippines.
 La candidate est arrivée seconde.
 La candidate a été éliminée lors de la finale.
 La candidate a été élue Miss Sympathie.
 La candidate a gagné le maxi défi de la semaine.
 La candidate a été déclarée meilleure candidate de l'épisode mais a perdu le lip-sync.
 La candidate a reçu des critiques positives des juges et a été déclarée sauve.
 La candidate a été déclarée sauve.
 La candidate a reçu des critiques négatives des juges mais a été déclarée sauve.
 La candidate a été en danger d’élimination.
 La candidate a été éliminée.

## Lip-syncs
| Épisode | Candidate                                               | vs.                                                     | Candidate                                               | Chanson                     | Artiste                                    | Candidate éliminée    |
| ------- | ------------------------------------------------------- | ------------------------------------------------------- | ------------------------------------------------------- | --------------------------- | ------------------------------------------ | --------------------- |
| 1       | Nicole Pardaux                                          | vs.                                                     | Tiny DeLuxe                                             | Here We Go                  | 4th Impact                                 | Nicole Pardaux        |
| 2       | Astrid Mercury                                          | vs.                                                     | Hana Beshie                                             | Unleash the Diva            | 4th Impact                                 | Astrid Mercury        |
| 3       | Arizona Brandy                                          | vs.                                                     | Tiny DeLuxe                                             | Kitty Girl                  | RuPaul                                     | Tiny DeLuxe           |
| 4       | DeeDee Marié Holliday vs. Matilduh vs. Veruschka Levels | DeeDee Marié Holliday vs. Matilduh vs. Veruschka Levels | DeeDee Marié Holliday vs. Matilduh vs. Veruschka Levels | Bongga Ka 'Day              | Kim Molina                                 | Veruschka Levels      |
| 5       | M1ss Jade So                                            | vs.                                                     | Matilduh                                                | Gusto Ko Nang Bumitaw       | Morissette                                 | Mathilduh             |
| 6       | DeeDee Marié Holliday                                   |                                                         | M1ss Jade So                                            | I Bring the Beat            | RuPaul                                     | DeeDee Marié Holliday |
| Épisode | Candidate                                               | vs.                                                     | Candidate                                               | Chanson                     | Artiste                                    | Candidate vainqueur   |
| 7       | Bernie                                                  | vs.                                                     | ØV Cünt                                                 | A Little Kiss, A Little Hug | Vernie Varga                               | Bernie                |
| Épisode | Candidate                                               | vs.                                                     | Candidate                                               | Chanson                     | Artiste                                    | Candidate éliminée    |
| 8       | Bernie                                                  | vs.                                                     | Captivating Katkat                                      | The Power                   | Ann Raniel                                 | Aucune                |
| 9       | Arizona Brandy vs. Hana Beshie vs. ØV Cünt              | Arizona Brandy vs. Hana Beshie vs. ØV Cünt              | Arizona Brandy vs. Hana Beshie vs. ØV Cünt              | Dati                        | Sam Concepcion, Tippy Dos Santos ft. Quest | Hana Beshie           |
| 9       | Arizona Brandy vs. Hana Beshie vs. ØV Cünt              | Arizona Brandy vs. Hana Beshie vs. ØV Cünt              | Arizona Brandy vs. Hana Beshie vs. ØV Cünt              | Dati                        | Sam Concepcion, Tippy Dos Santos ft. Quest | ØV Cünt               |
| Épisode | Candidate                                               | vs.                                                     | Candidate                                               | Chanson                     | Artiste                                    | Candidate éliminée    |
| 10      | Bernie                                                  | vs.                                                     | Captivating Katkat                                      | Just What They Want         | RuPaul                                     | Bernie                |
| 10      | Arizona Brandy                                          | vs.                                                     | M1ss Jade So                                            | Who Is She?                 | RuPaul                                     | M1ss Jade So          |
| 10      | Arizona Brandy                                          | vs.                                                     | Captivating Katkat                                      | Kapangyarihan               | iDolls                                     | Arizona Brandy        |

 La candidate a gagné le lip-sync et est la meilleure candidate de l'épisode.
 La candidate a été éliminée après sa première fois en danger d'élimination.
 La candidate a été éliminée après sa deuxième fois en danger d'élimination.
 La candidate a été éliminée lors du premier round du tournoi de lip-syncs.
 La candidate a été éliminée lors du second round du tournoi de lip-syncs.

## Juges invités
Cités par ordre chronologique :
- Almira Cercado, chanteuse philippine ;
- Mylene Cercado, chanteuse philippine ;
- Celina Cercado, chanteuse philippine ;
- Irene Cercado, chanteuse philippine ;
- Tessa Prieto, designer d'intérieur philippine ;
- Kim Molina, chanteuse et actrice philippine ;
- Anne Curtis, actrice et mannequin philippino-australienne ;
- Maricel Soriano, actrice philippine ;
- Gloria Diaz, actrice philippine ;
- Pangina Heals, présentatrice de Drag Race Thailand et candidate de la première saison de RuPaul's Drag Race: UK vs The World ;
- Bretman Rock, influenceur philippino-américain.